# Těškovice
Těškovice (německy Tieschkowitz)  jsou obec v okrese Opava v Moravskoslezském kraji. Těškovice mají 815 obyvatel. Leží ve Slezsku v jihovýchodní části Nízkého Jeseníku. Dominantu obce tvoří pseudogotický kostel Nanebevzetí Panny Marie z roku 1863, z dalších památných objektů lze jmenovat památníky obětem první a druhé světové války.

## Poloha a vybavenost obce
Katastr obce se rozkládá v nadmořské výšce 386 až 458 metrů (nejvyšším místem je Mečník / Mezník). Z nejvyšších bodů je výhled na Beskydy, průmyslovou Ostravu, lázně Klimkovice aj. Obec obklopují dvě údolí: Jamníku a Setiny. Ve vzdálenosti deset kilometrů jižně leží město Bílovec, šestnáct kilometrů jižně město Studénka, dvacet kilometrů severozápadně statutární město Opava a osmnáct kilometrů jihozápadně město Fulnek.
Ke kvalitě života v obci přispívá 5třídní základní škola, mateřská škola, obchod se smíšeným zbožím, pohostinství, pro aktivní odpočinek víceúčelové hřiště s umělým povrchem a travnaté fotbalové hřiště. Dopravu v obci zajišťují autobusové společnosti, které tudy vedou linky mezi Bílovcem a Opavou, Skřípovem a Ostravou aj. Turisté navštěvují Těškovice zejména pro okolní lesy, skýtající řadu krás pro pěší či cykloturisty, ale i houbaře a ostatní milovníky přírody.

## Historie
O založení Těškovic, stejně jako o založení dalších vsí na jihovýchodním Opavsku, neexistují spolehlivé historické doklady. České osidlování tohoto kraje, jehož možná část byla v držení kláštera Hradiště u Olomouce, začalo pravděpodobně již v 2. polovině 12. století. Dokladem českého osidlování jsou místní názvy jako jsou Těškovice, Kyjovice, Budišovice a další. V této oblasti se nevyskytují žádné místní názvy německého původu. Podle těchto i dalších historicky doložených skutečností lze usoudit, že Těškovice, podobně jako ostatní osady, byly založeny na konci 12. nebo začátkem 13. století.
První písemné zprávy o existenci Těškovic pocházejí z roku 1377. Jedná se o zápis v kupní smlouvě, podle které Ondřej z Těškovic koupil fojtství v Hlubčicích ve Slezsku. Téhož roku byly Těškovice jmenovány při dělení Opavska na vévodství krnovské a opavské. Do roku 1430 nelze jednoznačně říci, komu ves patřila. Teprve v tomto roce je v zemských deskách knížectví opavského zaznamenám jako majitel Těškovic a Kyjovic Václav Fakl z Čochendorfu, jinak z Přívozu.
Údaje o jménech a počtu sedláků, zahradníků, mlýnech a fojtství obsahují urbáře. Jsou v nich zapsány i poddanské povinnosti. V urbářích jsou uvedeny i další údaje dokládající hospodářské a sociální poměry poddaných sedláků, zahradníků a chalupníků až do 18. století. Tento popis je cenný také proto, že dokládá údaje o národnosti a vyznání většiny obyvatel. Těškovice byly vždy české a katolického vyznání. V roce 1848 byla Těškovicím přiznána obecní samospráva.
Typickým jevem 2. poloviny 19. století byl úpadek gruntů a tříštění pozemkového vlastnictví. Stále větší počet obyvatel obce byli dělníci, okolo roku 1858 byly stavby ve vesnici převážně dřevěné. V roce 1866 byla v Těškovicích vystavěna kaple, v roce 1875–1876 byla postavena nová škola a v roce 1891 byl založen hasičský sbor. Podnětem byl požár, při kterém shořelo 35 domů. Nový obecní hostinec byl postaven v roce 1907.
Konec první světové války a vyhlášení samostatnosti Československé republiky ovlivnily kulturní a společenský život obce. Rozvoj obce a jejího kulturního života byl přerušen 10. října 1938 okupací německým vojskem. Obec byla osvobozena 29. dubna 1945 vojsky Sovětské armády. Těškovice se po druhé světové válce dále rozvíjely. Modernizoval se bytový fond, v některých částech obce byly vybudovány sítě technické infrastruktury. Největší a nejdůležitější stavbou v obci byla přístavba kulturního domu, která byla zahájena v roce 1964.

## Obyvatelstvo
| Rok            | 1869 | 1880 | 1890 | 1900 | 1910 | 1921 | 1930 | 1950 | 1961 | 1970 | 1980 | 1991 | 2001 | 2011 | 2021 |
| -------------- | ---- | ---- | ---- | ---- | ---- | ---- | ---- | ---- | ---- | ---- | ---- | ---- | ---- | ---- | ---- |
| Počet obyvatel | 638  | 691  | 707  | 814  | 892  | 748  | 748  | 678  | 800  | 817  | 887  | 883  | 880  | 834  | 800  |
| Počet domů     | 67   | 111  | 100  | 108  | 123  | 125  | 140  | 140  | 157  | 165  | 188  | 209  | 213  | 225  | 238  |

## Obecní správa
Mezi lety 1869–1978 Těškovice byly obcí v okrese Opava (1869–1890), poté v okrese Bílovec (1900–1950) a později opět v okrese Opava. Od 1. ledna 1979 do 30. června 1990 patřily jako část obce k Pusté Polomi a od 1. července 1990 jsou opět samostatnou obcí.

### Obecní symboly
Znak a vlajka byly obci uděleny rozhodnutím předsedy Poslanecké sněmovny Parlamentu České republiky Václava Klause dne 21. června 1999.
- Znak: V červeno-zeleně polceném štítě je bílá hlava beránka se žlutou svatozáří v podobě mezikruží, provázená nahoře vpravo bílou růží se žlutým semeníkem a kališními lístky, vlevo bílou lilií.
- Vlajka: List tvoří dva vodorovné pruhy, červený a zelený. V žerďové polovině je bílá hlava beránka se žlutou svatozáří v podobě mezikruží. V horním cípu bílá růže se žlutým semeníkem a kališními lístky, v dolním cípu bílá lilie. Poměr šířky k délce listu je 2:3.

#### Symbolika
Figura hlavy beránka se svatozáří je heraldickým zjednodušením historického pečetního znamení obce, doloženého v roce 1784. Figury růže a lilie odkazují coby tradiční mariánské atributy na zasvěcení místního kostela Nanebevzetí Panny Marie. Tzv. heroldská, neboli geometrická figura polcení štítu odkazuje na polcený erb pánů Kalkreuterů z Dolska, kteří drželi Kyjovické panství včetně vsi Těškovice mj. v průběhu 18. století - tedy v době pořízení těškovického pečetidla.
Barevné řešení: Zelená barva symbolizuje barvu venkova a vykresluje polohu obce v mimoměstské, zalesněné krajině, kombinace bílé a červené barvy odkazuje na příslušnost obce k Opavsku.

### Vznik
Návrh symbolu vytvořil pan Jan Tejkal z Ostravy-Heřmanic za spolupráce s PhDr. Karlem Müllerem, ředitelem zemského archivu v Opavě. Do života obce byly symboly uvedeny 15. srpna 1999 posvěcením v místním kostele.

## Pamětihodnosti

### Větrné mlýny

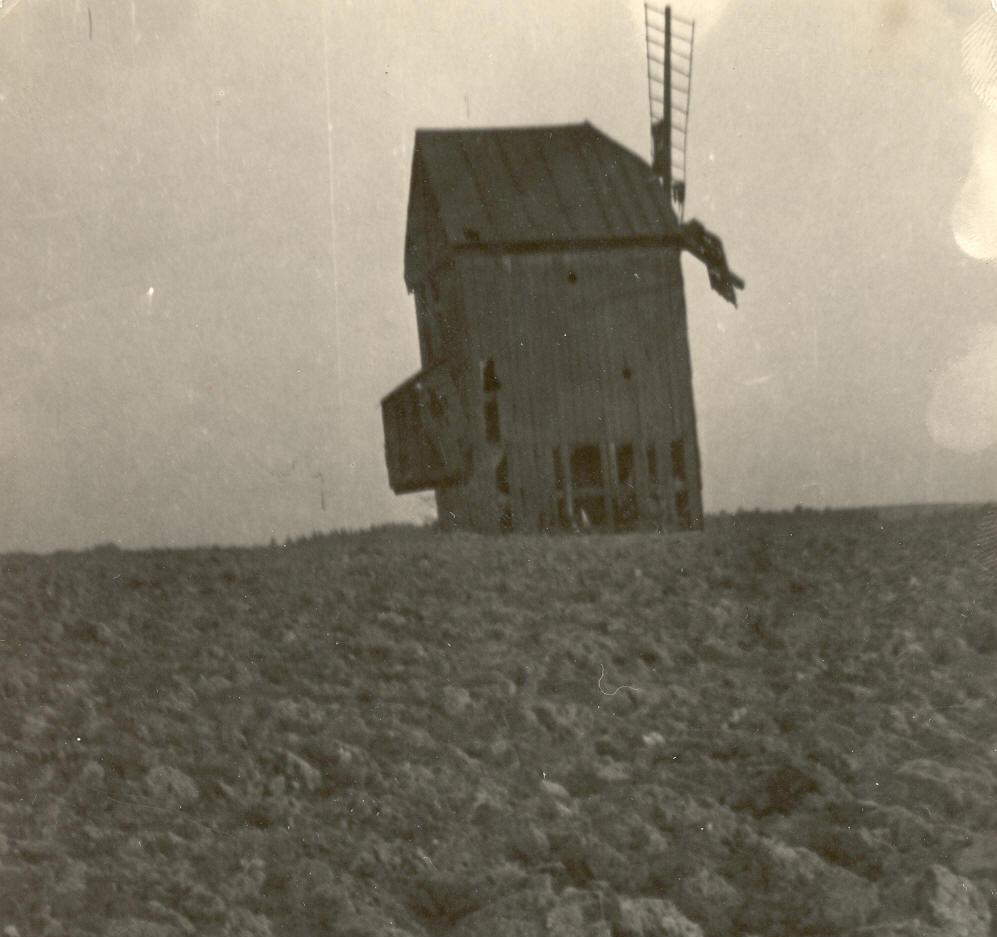
Mlýn

V obci se nacházely čtyři větrné mlýny. "Kubíčkův mlýn" na kopci, který byl po válce poškozen a zbourán. "Větrňák", jež stál kdysi na Přihlávkách a patřil panu Josefu Lazeckému, a "Řeháčkův" mlýn jenž stál na Dubině a patřil k nejzachovalejším větrným mlýnům v okrese a kraji. Mlýn byl od roku 1945 vyřazen z provozu. V době první republiky a za Rakouska v něm mlynář František Řeháček šrotoval obilí pro dobytek na krmivo. V době německé okupace, kdy byly chléb i mouka na lístky, mlel dokonce i černou mouku za hlídkování občanů.
Mlýn byl chráněn památkovou péčí. Ta však nepřidělila prostředky k jeho rekonstrukci a uchování. Objekt pak dále chátral až do 5. září 1974, kdy se jeho trosky zřítily. Byl to poslední větrný mlýn v širokém okolí.

### Kostel Nanebevzetí Panny Marie
Kostel Nanebevzetí Panny Marie byl postaven v roce 1863 pseudogotickém slohu. Stavebním materiálem byl kámen, původní střešní krytinou břidlice. Zakladatelem byl majitel panství v Kyjovicích hrabě Teodor Falkenheim, který přispěl na stavbu kostela materiálem a penězi. Místní občané obce přispěli ke stavbě kostela dobrovolnou prací a majitelé koní svými povozy. Do té doby měly Těškovice jen malou kapličku, která stála na pozemku usedlosti Rěžných čp. 23.
Sakristie byla přistavěna v roce 1903. Gotický hlavní oltář Nanebevzetí Panny Marie pochází z kostela v Hrabyni a daroval je místní věřícím Jan Bohm, proslulý hrabyňský farář. Obraz na hlavním oltáři maloval akademický malíř z Olomouce pan Hoš, rodák z Těškovic. V roce 1906 dal zhotovit na své náklady kazatelnu pan Adolf Lazecký a 14 obrazů Křížové cesty, které zdobí boční stěny kostela, zakoupil pan Matouš Krayzel. Boční oltář P. Marie Lurdské zhotovil v roce 1908 řezbář František Musil z Bílovce. Ve stejném roce byla instalována křtitelnice, kterou daroval místním věřícím pan Josef Řeháček. Roku 1909 byla klenba v kostele opatřena novými dubovými trámy a byly zakoupeny nové varhany od kostelní jednoty v Mariánských Horách za 2400 korun. Nedílnou součástí farního komplexu je i fara, která byla postavena v roce 1909–1910, v dnešní době rekonstruovaná.
Malý zvon na věži pochází z roku 1864, byl ulit ve zvonařské dílně v Opavě firmou Františka Stankeho. Váha menšího zvonu činí dvacet kilogramů, výška 26 centimetrů. Na zvonu byly obrazy svatého Floriána a svatého Jana Křtitele.